# Dittico dell'Arcangelo
Il Dittico dell'Arcangelo è il più grande pannello in avorio, espressione dell'arte bizantina, ancora conservato. Datato al VI secolo e conservato presso il British Museum di Londra, rappresenta un arcangelo, solitamente identificato come Michele, mentre tiene uno scettro e un globo crucigero.

## Descrizione
Il pannello potrebbe essere stato l'assicella destra di un dittico; presumibilmente la parte sinistra, perduta, rappresentava l'imperatore Giustiniano, al quale l'arcangelo offriva le insegne del potere imperiale. Il Dittico dell'Arcagelo e il celebre Avorio Barberini sono le sole due testimonianze di manufatti bizantini in avorio riconducibili alle botteghe della Costantinopoli giustinianea (VI secolo circa). L'attribuzione a tale contesto, tuttavia, è per lo più ipotizzata facendo riferimento alle dimensioni e alla fattura.
La figura è rappresentata secondo il gusto classico, mentre indossa una veste greca o romana; il viso è quello di un giovane e le proporzioni dell'arcangelo fanno riferimento agli ideali della scultura classica. Lo spazio architettonico, comunque, è tipicamente bizantino, soprattutto nella flessione della logica spaziale: i piedi dell'arcangelo si trovano in cima ad una scala che, partendo dalla base delle colonne, retrocede; eppure, in maniera non coerente, le braccia e le ali si trovano davanti alle colonne. I piedi, inoltre, non sono nemmeno ben piantati sui gradini.
In cima alla tavoletta si trova un'iscrizione greca, variamente tradotta. Resa come "Ricevi questo supplice, nonostante il suo peccato", potrebbe essere una manifestazione di umiltà da parte di Giustiniano. Interpretata invece come l'inizio di un'iscrizione che prosegue nell'assicella perduta, potrebbe essere letta come "Ricevi questi doni, e avendo appreso la causa...".